# Хоэнар
Хоэнар (в русской литературе по истории Германии принято написание Гогенар; нем. Hohenahr) — коммуна в Германии, в земле Гессен. Подчиняется административному округу Гиссен. Входит в состав района Лан-Дилль.  Население составляет 4851 человек (на 31 декабря 2010 года). Занимает площадь 45,67 км².